# Mérusane
Mérusane, Mehružan ou Merozanes (grec Μερουζάνης ; arménien Մերուժան) est un évêque chrétien présent en Arménie de 240 à 270.
La seule mention de ce personnage, au nom d’origine iranienne et qui aurait siégé en Sophène, émane d’Eusèbe de Césarée qui, dans son Histoire ecclésiastique, indique que vers 250, Denys d'Alexandrie adresse une lettre de « repentance » aux frères d’Arménie dont Mérusane était l'évêque,,,.
Il est possible, au regard de l'onomastique du personnage, qu'il s'agisse d'un évêque syriaque peut-être dans le Taron. En effet, il est probable qu'une large communauté chrétienne vivait déjà dans cette province avant la venue de Grégoire l'Illuminateur, qui devra plus tard s'allier un chorévêque syriaque, Daniel, pour se faire comprendre par les fidèles de cette région,.